# PWB/UNIX
De Programmer's Workbench (PWB/UNIX) is een vroege, ondertussen stopgezette versie van het Unix-besturingssysteem die ontwikkeld werd door de Bell Labs Computer Science Research Group van AT&T. Dit besturingssysteem had tot doel om een timesharing-werkomgeving te bieden aan grote groepen programmeurs die software schreven voor grotere batchverwerkingscomputers.
Tot 1973 was de ontwikkeling van Unix bij AT&T een project van een kleine groep onderzoekers van Bell Labs. Omdat Unix duidelijk ook in andere afdelingen van Bell Labs zijn nut kon bewijzen, besloot het bedrijf een versie van Unix te ontwikkelen die toegespitst was  op het ondersteunen van programmeurs in een productieomgeving en niet alleen voor onderzoek. De Programmer's Workbench werd in 1973 ontwikkeld door Evan Ivie en Rudd Canaday om een computercentrum te ondersteunen voor een Bell Labs-divisie met 1000 medewerkers. Dit zou gedurende meerdere jaren de grootste Unix-site worden. PWB/UNIX moest teams van programmeurs tools bieden om hun broncode te beheren en samen met andere teamleden aan projecten te werken. Het introduceerde ook verschillende stabiliteitsverbeteringen bovenop Research Unix en breidde het gebruik van de Research nroff- en troff-tekstopmaakprogramma's uit met de ontwikkeling van de -mm-macro's.
Terwijl PWB-gebruikers hun broncode op PDP-11 Unix-systemen beheerden, werden de programma's vaak geschreven om op andere oudere besturingssystemen te draaien. Om deze reden bevatte PWB software voor het verzenden van batchbestanden naar IBM System/370-, UNIVAC 1100- en XDS Sigma 5-computers. In 1977 ondersteunde PWB een gebruikersgemeenschap van ongeveer 1100 gebruikers in de Business Information Systems Programs (BISP) groep van Bell Labs.
Er zijn twee versies van de Programmer's Workbench verschenen. PWB/UNIX 1.0 werd uitgebracht op 1 juli 1977 en was gebaseerd op Unix Versie 6. PWB 2.0 was gebaseerd op Unix Versie 7. Het besturingssysteem werd nog tot 1981 aangeboden door Bell System Software  en versie 1.0 stond in 1984 nog op een AT&T-prijslijst voor onderwijsinstellingen. Het grootste deel van PWB/UNIX werd later geïntegreerd in de commerciële releases van UNIX System III en UNIX System V.

## Functionaliteit
Opmerkelijke nieuwigheden in PWB waren onder meer:
- Het Source Code Control System (SCCS): het eerste versiebeheersysteem, geschreven door Marc J. Rochkind
- Het systeem voor het op afstand invoeren van batch jobs
- De PWB-shell, geschreven door John R. Mashey, een voorganger van de Bourne-shell van Steve Bourne
- De restricted shell (rsh), een optie van de PWB-shell die gebruikt werd om algemeen beschikbare logins te creëren voor statuscontrole en probleemrapportering, maar die tegelijkertijd een zekere vorm van beveiliging bood door commando's te beperken
- Het -mm (memorandum) macropakket voor troff, geschreven door John R. Mashey en Dale W. Smith
- Hulpprogramma's zoals find, cpio, expr (alle drie geschreven door Dick Haight), xargs, egrep en fgrep
- yacc en lex, die hoewel ze niet specifiek voor PWB geschreven waren, voor het eerst beschikbaar waren buiten Bell Labs in de PWB-distributie